# Haplodrassus eunis
Haplodrassus eunis är en spindelart som beskrevs av Chamberlin 1922. Haplodrassus eunis ingår i släktet Haplodrassus och familjen plattbuksspindlar. Inga underarter finns listade i Catalogue of Life.